# Семеновка (Торбеєвський район)
Семе́новка (рос. Семёновка, ерз. Семеновка) — присілок у складі Торбеєвського району Мордовії, Росія. Входить до складу Красноармійського сільського поселення.
Населення — 9 осіб (2010; 17 у 2002).
Національний склад станом на 2002 рік:
- росіяни — 59 %
- мордва — 41 %